# ¡Amigos x siempre! (banda sonora)
¡Amigos X Siempre! es una banda sonora de la telenovela mexicana que lleva el mismo nombre, fue lanzado en México por Sony BMG.

## Información
El álbum contiene la música de la telenovela interpretada por el reparto, incluyendo a los protagonistas infantiles Belinda y Martín Ricca, al elenco adulto Ernesto Laguardia y Adriana Fonseca y a los "Amigos X Siempre": Ronald Duarte, Oscar Larios, Daniela Mercado, Naydelin Navarrete, Christopher Uckermann, Grisel Margarita y Mickey Santana.
El disco tuvo buena aceptación alcanzando disco de platino en México.

## Lista de canciones
| N.º   | Título                              | Escritor(es)                                                     | Intérprete(s)                       | Duración |  |
| 1.    | «Amigos X Siempre»                  | Alejandro Abaroa, Jesús Flores "La Bota"                         | Belinda, Martín Ricca               | 3:16     |  |
| 2.    | «La Fuerza de la Amistad»           | Alejandro Abaroa, Jesús Flores "La Bota"                         | Amigos X Siempre                    | 2:50     |  |
| 3.    | «Mi Ángel de Amor»                  | Eduardo Meza Rodríguez                                           | Belinda                             | 3:22     |  |
| 4.    | «Pasó, Pasó»                        | Alejandro Abaroa, Christina Abaroa, Claudia Brant                | Martín, Belinda                     | 3:08     |  |
| 5.    | «Te Extraño»                        | Christina Abaroa, Alejandro Abaroa, Pablo Aguirre, Claudia Brant | Martín                              | 3:14     |  |
| 6.    | «El Ritmo de La Vida»               | Christina Abaroa, Alejandro Abaroa, Pablo Aguirre                | Ernesto Laguardia, Amigos X Siempre | 4:02     |  |
| 7.    | «Cuestión de Tiempo»                | Christina Abaroa, Alejandro Abaroa, Pablo Aguirre                | Belinda, Adriana Fonseca            | 3:11     |  |
| 8.    | «Dame Una Salida»                   | Christina Abaroa, Alejandro Abaroa, Pablo Aguirre                | Adriana Fonseca                     | 3:07     |  |
| 9.    | «Alcanzar la Libertad»              | Alejandro Abaroa, Jesús Flores "La Bota"                         | Amigos X Siempre                    | 3:00     |  |
| 10.   | «Todo Puede Suceder»                | Alejandro Abaroa, Alejandro Carballo, Luis Ángel Pastor          | Martín, Belinda, Amigos X Siempre   | 3:45     |  |
| 11.   | «Pacto de Amor»                     | Christina Abaroa, Alejandro Abaroa, Jesús Flores "La Bota"       | Belinda, Martín                     | 3:28     |  |
| 12.   | «Himno del Heroico Instituto Vidal» | Alejandro Abaroa                                                 | Amigos X Siempre                    | 2:41     |  |
| 39:04 |                                     |                                                                  |                                     |          |  |

## Listas musicales y certificaciones
| Chart (2003)                                | Mejor posición |
| ------------------------------------------- | -------------- |
| Estados Unidos (Billboard Top Latin Albums) | 47             |
| Estados Unidos (Billboard Latin Pop Albums) | 15             |

| País (2000) | Certificación      |
| ----------- | ------------------ |
| México      | Platino (AMPROFON) |

## Personal
Personal
- La Bota (guitarra, bajo sexto, mandolina, teclados);
- George Doering (guitarra);
- Tommy Morgan (armónica);
- Don Markese (saxofón);
- Harry Kim, Ramón Flores (trompetas);
- Arturo Velasco (trombón);
- Pablo Aguirre (teclados, programación);
- Alejandro Carballo, Sebastián Arocha Morton (teclados);
- Rafael Padilla (percusión);
- Francis Benítez (coros).